# チリエ (クーネオ県)
チリエ（伊: Cigliè）は、イタリア共和国ピエモンテ州クーネオ県にある、人口約200人の基礎自治体（コムーネ）。

## 地理

### 位置・広がり

#### 隣接コムーネ
隣接するコムーネは以下の通り。
- バスティーア・モンドヴィ
- クラヴェザーナ
- モンドヴィ
- ニエッラ・ターナロ
- ロッカ・チリエ